# Brian Doyle-Murray
Brian Doyle-Murray, född 31 oktober 1945 i Chicago, Illinois, är en amerikansk komiker, manusförfattare och skådespelare.
Doyle-Murray är äldre bror till Bill Murray och de har medverkat tillsammans i åtskilliga filmer, bl.a. Tom i bollen, Ghostbusters II och Måndag hela veckan. Han blev emmy-nominerad 1978, 1979 och 1980 för sitt deltagande i Saturday Night Live.

## Filmografi (urval)
- Tom i bollen, 1980
- Ett päron till farsa!, 1983
- Den vassa eggen, 1984
- Ghostbusters II, 1989
- Ett päron till farsa firar jul, 1989
- JFK, 1991
- Wayne's World, 1992
- Måndag hela veckan, 1993
- I flesta laget, 1996
- Waiting for Guffman, 1996
- Livet från den ljusa sidan, 1997
- Djungelboken: Mowglis äventyr, 1998 (röst)
- Stuart Little, 1999
- Djävulen och jag, 2000
- Snow Dogs, 2002
- Kollopapporna, 2007
- 17 Again, 2009
- De tre dårfinkarna, 2012